# 宍道政慶
宍道 政慶（しんじ まさよし）は、戦国時代から江戸時代初期にかけての武将。尼子氏、毛利氏の家臣。出雲国鳶ヶ巣城主。

## 出自
宍道氏は佐々木道誉の子である高秀の子・宍道秀益を祖とする出雲の国人。出雲意宇郡宍道（現島根県松江市宍道町）に土着したことが始まりという。なお、秀益の兄には尼子氏の祖となった尼子高久がいる。宍道氏は出雲西部において塩冶氏と同等の力を持つ勢力であったが、尼子氏から圧力を受け、天文11年（1542年）からの第一次月山富田城の戦い以降に、尼子晴久が大内氏方に寝返った宍道氏や河津氏等を粛清したため、宍道氏の一族は他国に追放される等の憂き目にあった。

## 生涯
周防国山口に亡命中だった宍道隆慶と同じく亡命中であった出雲国人の佐波興連の娘との間に生まれた。生年は不明であるが、状況から考えて天文12年（1543年）以降の生まれであると推測される。
父・隆慶は大内氏が滅亡すると毛利氏に従い、政慶もそれに従って毛利氏家臣として行動した。永禄5年（1562年）から始まる毛利氏の出雲侵攻では、父と共に出雲侵攻軍に従軍。先祖伝来の地である鳶ヶ巣城を奪回して、父の死後は城主となった。
政慶は毛利氏の山陰方面の責任者である吉川元春に付けられ、出雲西部の有力勢力として出雲国衆を統括した。天正5年（1577年）に 鰐淵寺本堂を毛利元康、天野隆重、三沢為虎、三刀屋久扶、湯家綱らと造営している。しかし、近隣の名族であった紀姓大野氏は、政慶に反発し指示に従わなくなった。天正10年（1582年）10月、主君・毛利輝元の許可を取り、本宮山城主・大野高成を鳶ヶ巣城に招き入れて一族郎党を殺害した。天正12年（1584年）には毛利氏によって出雲国衆の在地性の切り離しが行われ、政慶も出雲から長門国阿武郡大井（現・萩市大井）へと転封された。
天正14年（1586年）には豊臣秀吉の九州平定に毛利軍の一員として出陣、同年11月には豊前国宇留津城を攻略。同年6月、吉川元長死去の間際に後継と定まった吉川経言（後の広家）に起請文を提出している。
慶長10年（1605年）に発生した萩城築城に関わる騒動「五郎太石事件」においては、宍戸景好、柳沢景祐らと共に、熊谷元直と益田元祥らの仲介に当たるも失敗に終わった。

## 三条宗近銘太刀
天正12年（1584年）、政慶は、毛利氏の政策で長門阿武郡に転封となったが、当時3歳の一人娘を連れて行くには忍びないとして宍道の回船問屋小豆屋に預けることとした。その際、金襴の打ちかけと共に娘に持たせたのが三条宗近銘太刀であるとされ、現在も同家に伝わっている。なお松江市によれば、本太刀の作者は三条宗近ではなく、室町時代の作ではないかとしている。
松江市指定文化財（平成元年（1989年）7月1日指定）、なお美術工芸品ではなく歴史資料として指定されている。